# Чеченский язык в Дагестане
Чеченский язык в Дагестане — один из языков Дагестана, представлен в основном чеченцами-аккинцами (ауховский диалект) — коренными жителями Дагестана, по большей части населяющие приграничные районы республики (преимущественно Хасавюртовский район). Число говорящих на чеченском языке в Дагестане по переписи 2021 года примерно оценивается в 74 тысячи человек.

## Статус чеченского языка в Дагестане
В соответствии со статьей 11 Конституции РД «государственными языками Республики Дагестан являются русский язык и языки народов Дагестана», среди которых аварский, агульский, азербайджанский, даргинский, кумыкский, лакский, лезгинский, ногайский, рутульский, табасаранский, татский, цахурский и чеченский языки.

## Современная ситуация
Дети аккинцев в школах в качестве родного языка изучают чеченский литературный язык, обучение на чеченском языке (с 1-го по 4-й классы) ведется в 10 школах Хасавюртовского района, 9 школах Новолакского района, в одной школе Бабаюртовского района, в качестве учебного предмета чеченский язык изучается в 33 школах Хасавюртовского района и г. Хасавюрта. В Дагестанском государственном университете уже несколько лет проводится прием в «чеченскую» группу по специальности «Чеченский язык и литература». Первое печатное издание на чеченском языке в Дагестане — это дублирование объединённой газеты «Дружба» («ДоттагӀалла») — появилось в 60-е годы прошлого столетия. В 1990 году в Дагестане зарождается первое печатное муниципальное периодическое издание на чеченском языке, вначале под названием «Халкъан аз» («Голос народа»), а с 2001 года «Нийсо-Дагестан» приобретает статус республиканского издания. С 2001 г. на чеченском и русском языках издается газета «Нийсо» («Равенство»).

## Лингвистические особенности чеченского языка в Дагестане
Специфика этноязыковых процессов у чеченцев, представленных в Дагестане собственно чеченцами и их этнической группой — аккинцами, связана с историей их расселения в непосредственной близости с северными кумыками и салатавскими аварцами, язык которых, особенно кумыкский, оказал, по мнению исследователей, сильное влияние на язык аккинский, диалект чеченского языка. Между чеченским литературным языком и аккинским диалектом чеченского языка существуют ощутимые в бытовом общении расхождения.
В лексике аккинского диалекта наблюдается большой слой восточной, тюркской, арабской, персидской заимствованной лексики, пришедшей сюда из языков Дагестана. Аккинский диалект, оказавшись в окружении такого влиятельного языка, как кумыкский, который вплоть до Октябрьской социалистической революции являлся межнациональным языком, стал испытывать сильное его влияние. Поэтому в аккинском диалекте просматривается большой слой восточной лексики, отсутствующей в чеченском литературном языке.